# Sergio Martínez (ciclista)
Sergio Martínez Martínez (8 de setembro de 1943 — 2 de outubro de 1979) foi um ciclista olímpico cubano. Representou sua nação em dois eventos nos Jogos Olímpicos de Verão de 1968.